# Vebo Beton en Staal
Vebo Beton en Staal is een bedrijf dat gespecialiseerd is in prefab beton en staal-producten. Vebo Beton en Staal was oorspronkelijk gevestigd te Spakenburg maar tegenwoordig te Bunschoten.
De naam Vebo staat voor Verenigde Bouwbedrijven en ontstond in oktober 1956 door een fusie van een aantal Spakenburgse bouwbedrijven. Vanaf 1966 breidde het bedrijf zijn activiteiten op het gebied van voorbespannen vuilwerklatei uit, voorheen was het ook gespecialiseerd in aanrechtbladen. Vebo Beton en Staal wordt gevormd door de bedrijven Prefab Beton Vebo B.V. en Vebo Staal B.V.; deze bedrijven leveren respectievelijk prefab betonproducten en ondersteunend gevelstaalwerk. Producten worden voornamelijk afgezet via de woning- en utiliteitsbouw. Vebo Beton en Staal heeft ongeveer 1.500 opdrachtgevers en 300 medewerkers. 
Producten van het bedrijf omvatten onder meer (beton): afdekbanden, bergingsconstructies, bloktreden, consoles, deurdorpels, galerij-/balkonplaten, spekbanden en geveldragers en (staal): afdekkappen, ankerrail, borstweringssteun, galerij-/balkonplaten en geveldragers. 